# Tempest 4000
Tempest 4000 est un jeu vidéo de type shoot 'em up développé par Jeff Minter et Ivan Zorzin de Llamasoft et édité par Atari Inc. en 2018. Le jeu est une suite à Tempest 2000 et au jeu d'arcade Tempest.

## Système de jeu
Tout comme le jeu original Tempest, Tempest 4000 est un tube shooter, un jeu de tir avec un terrain de jeu en 3D dans lequel les ennemis à abattre se déplacent du centre de l'image vers le premier plan.